# Smögenbryggan

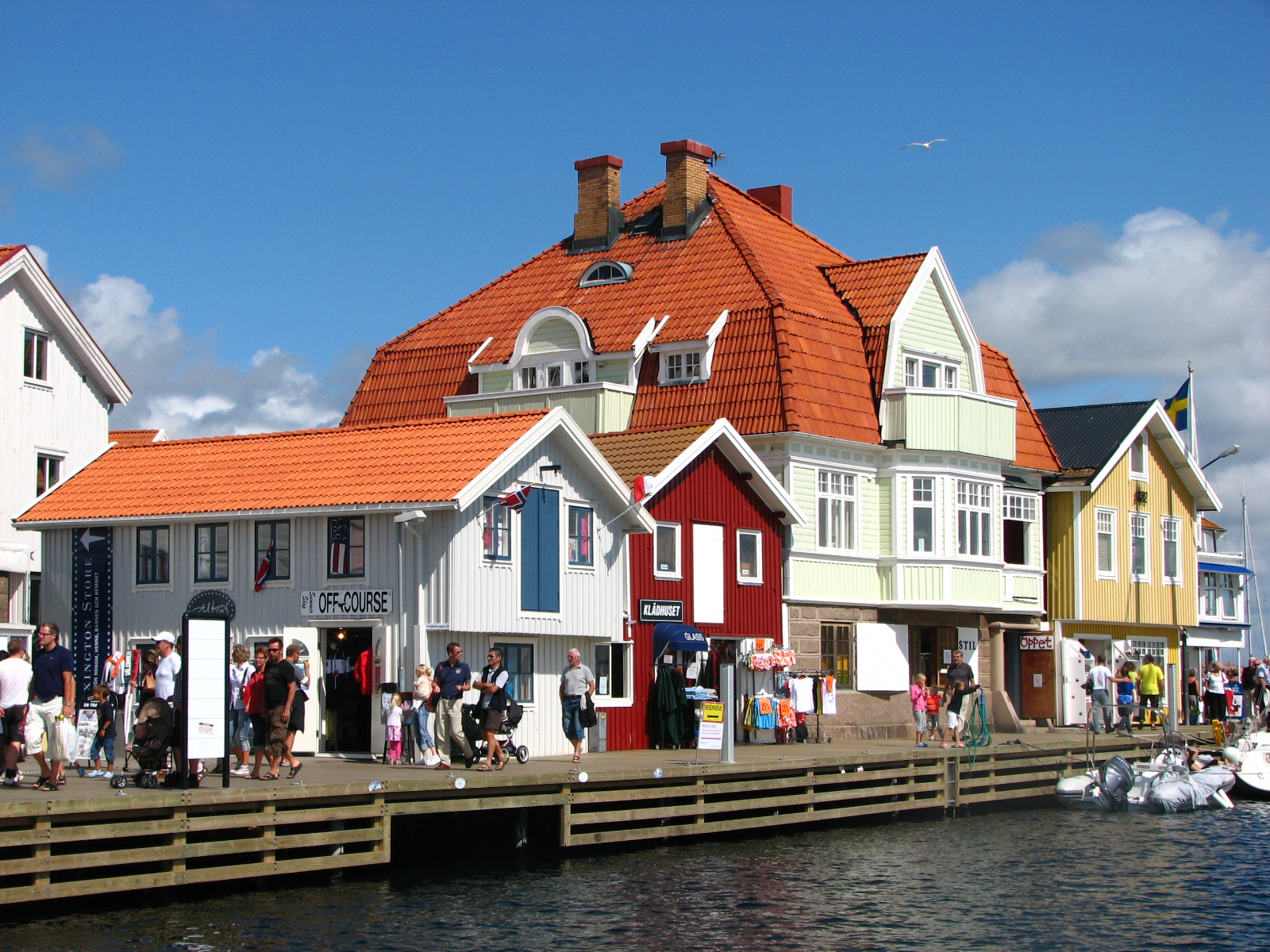
Inloppet till hamnen i början av Smögenbryggan

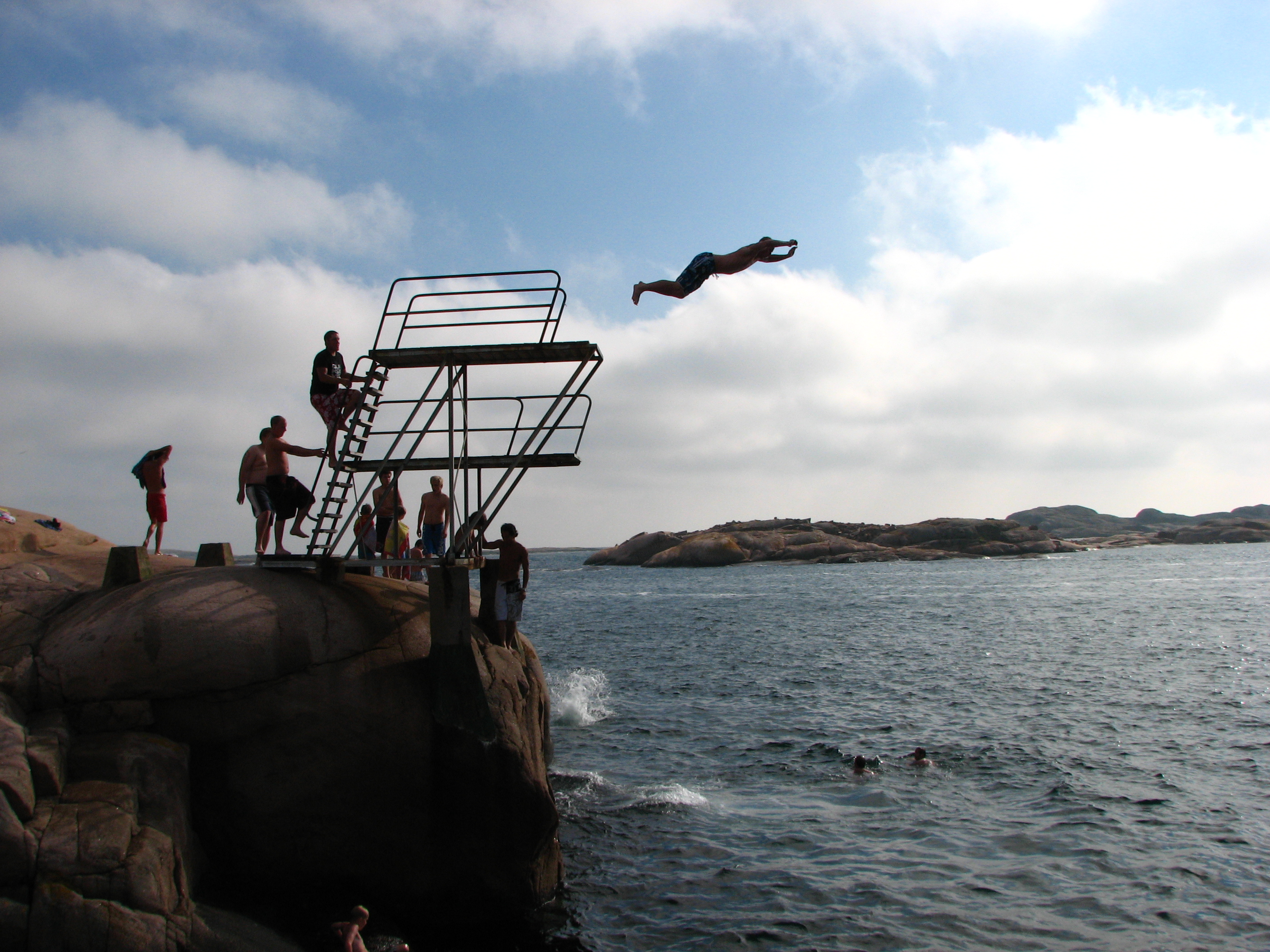
Valleviks hopptorn i slutet av Smögenbryggan

Smögenbryggan är en brygga längs den norra sidan av Smögens gamla fiskehamn och är sommartid Bohusläns mest besökta turistattraktion. Hamnområdet är sedan 1987 upptaget som riksintresse för kulturminnesvård. Sommarsäsongen, då det mesta är öppet, sträcker sig från slutet av maj till mitten av september. Området är dock alltid tillgängligt och vissa butiker har helgöppet året runt. Några av restaurangerna i fiskauktionshuset är öppna varje dag året runt. Varje år arrangeras också en julmarknad, vanligtvis tredje advent.

## Historia
För ett ösamhälle i det yttersta havsbandet som Smögen var hamnen, som kunde angöras i alla väder, det centrala. Förr i tiden var de landsvägar som överhuvudtaget fanns mycket smala, backiga och krokiga och de viktigaste kommunikationslederna utgjordes av hav, sjöar och grävda kanaler. Då isen på vintern först lägger sig invid land innebär det en mycket stor fördel att bosätta sig ute på en ö och på så sätt få tillgång till isfritt vatten. Den naturliga hamnen användes tillfälligt redan under 1500-talet och blev med tiden samhällets centrum. Under den senaste sillperioden (1877–1906) utvecklades den till en viktig exporthamn med omfattande handel med Europa. Ända fram till 1880-talet var Smögenbryggan ingen enhetlig brygga utan utgjordes av små, mer eller mindre, hopbyggda privata bryggor. Dessa kallades gångar och fick namn som Kihlbergs Gång eller Smittrarnes Gång. Ökad handel och ångbåtstrafik ställde dock krav på bättre angöringsplatser för lossning och lastning varför bryggorna successivt byggdes ihop och förstärktes. År 1896 hade man kommit så långt att det fanns ett östra och ett västra bryggstycke som slutligen fram på 1950-talet antog den sträckning som finns idag. Vid bryggorna utefter hamnens norra sida byggde fiskexportörerna magasin och salterier som till viss del fortfarande står kvar. 

### Badortsrörelsen
När det stora sillfisket var över drog badortsrörelsen igång och hamnen började förvandlas till handelsgata och gästhamn. År 1900 när Smögens Hafvsbad slog upp portarna brukar markera starten för Smögen som turistort.

## Området
Smögenbryggan börjar vid Fiskhamnsgatan i hamnens östra del med Smögens Fiskauktion. Därefter följer sedan en knapp kilometerlång brygga med butiker, kaféer, krogar och restauranger med uteserveringar. Själva träbryggan är 640 meter lång och strax efter träbryggans slut ligger den stora badplatsen Vallevik strax väster om Restaurang Smögenbaden som brann ner 1998.

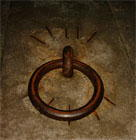
Järnringen som givit Ringareskär dess namn.

### Ringareskär
Det stora öppna torget vid strax väster om Smögens Fiskauktion kallas Ringareskär och har fått sitt namn efter den stora järnring som fortfarande finns kvar mitt på ön, även om det idag efter att betongkajen byggdes 1959, är svårt att se att det är en ö. Järnringen kom på plats under mitten av 1800-talet och består av en speciell legering som ger ifrån sig en unik klang och användes vid dimma för att underlätta navigering in i hamnen. Betongkajen övergår sedan i trä och benämns Ångbåtsbryggan.

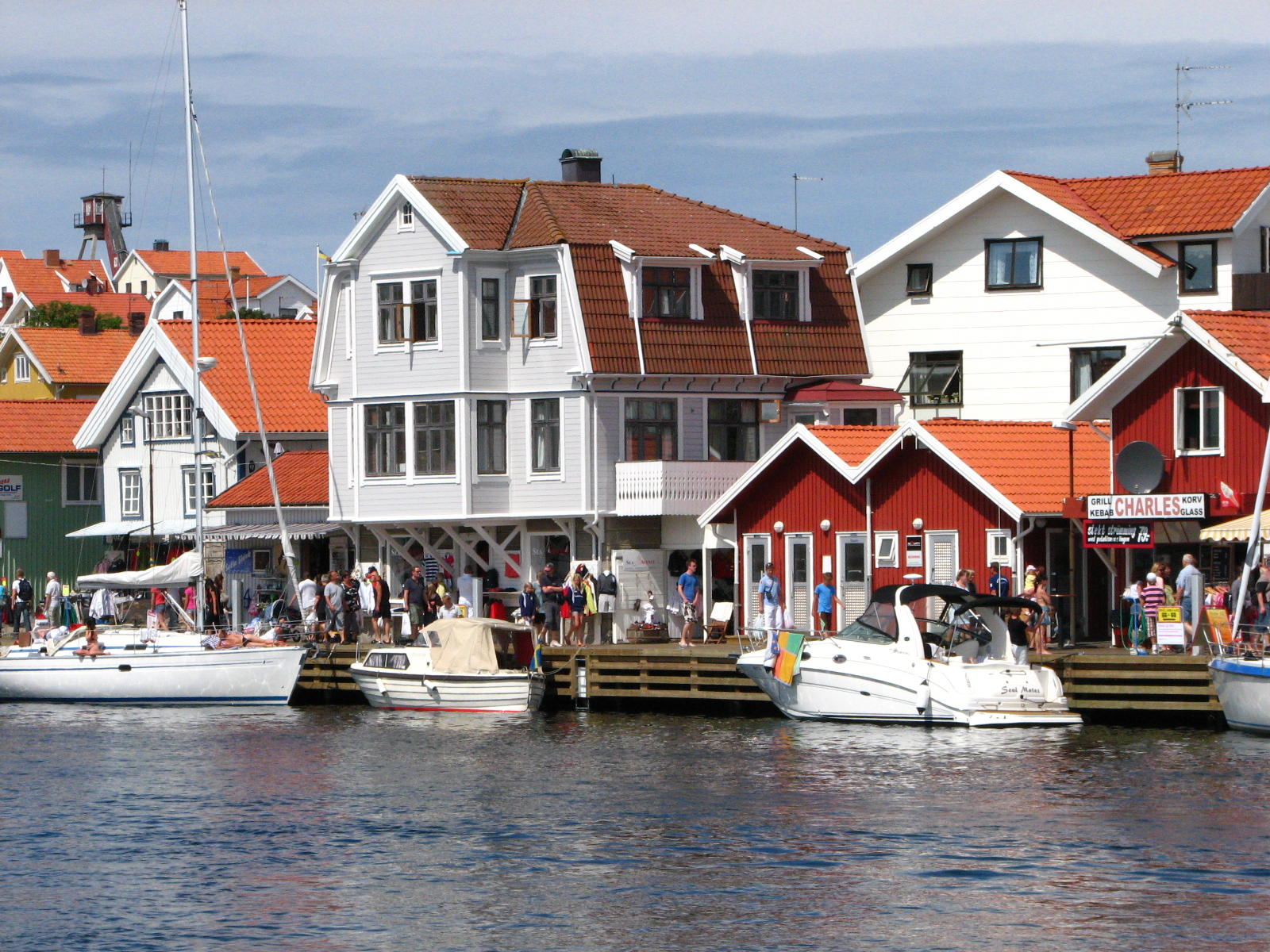
Ångbåtsbryggan.

### Ångbåtsbryggan
Ångbåtsbryggan kallas så för att det var härifrån ångbåtarna trafikerade Smögen med start 1853 eller tidigare. Ångaren Bohuslän är kanske det mest kända fartyget då hon idag är Sveriges största ångmaskindrivna fartyg i reguljär drift och västkustens sista passagerarångare och besöker fortfarande Smögenbryggan vid något eller några tillfällen varje sommar. När Smögen fick bilfärja 1958 och biltrafiken drog igång minskade behovet av ångbåtstrafiken radikalt och våren 1960 upphörde den reguljära ångbåtstrafiken helt. Mitt på Ångbåtsbryggan, längs södra väggen på Gamla Posten, ligger Snusfronten med den klassiska ljugarbänken. Byggnaderna i detta området har historiskt nästan uteslutande används kommersiellt för sjöfarten såsom till handel, segelmakeri, hamnkontor, läsrum för sjömän, järnaffär och skeppshandel. 

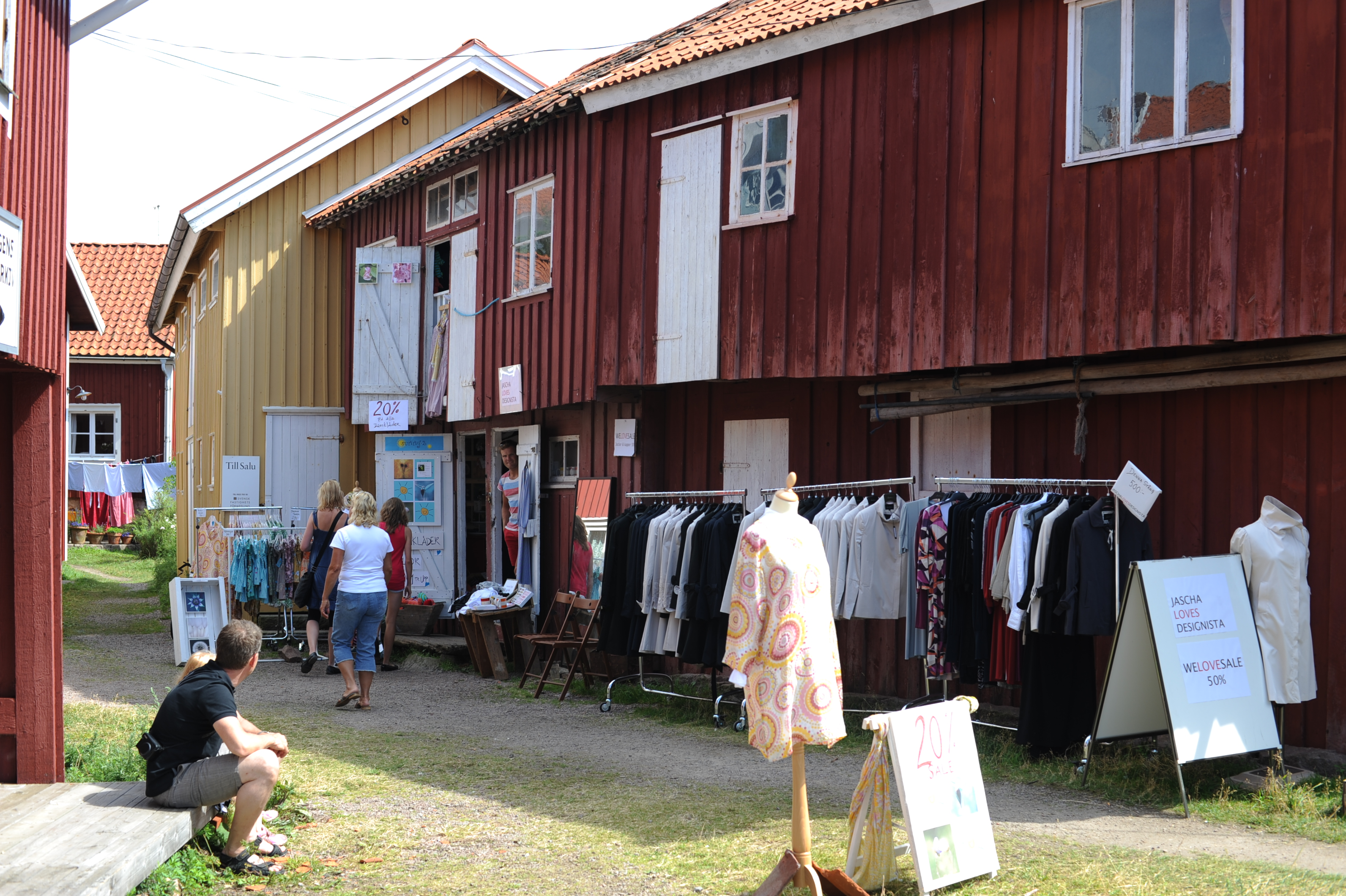
Kapsylgränd

### Kilen
Kilen är ett område som avskiljs av ett bryggdäck som är vinkelrätt mot huvudbryggan. I detta området finns flera mycket gamla sjöbodar och magasin. En del har flyttats hit från andra platser på ön i takt med att behovet av passade mark för boningshus blev större. Området kallas även för Kapsylgränd. Viken har dåligt hamndjup och det var vanligt att man tog sig en öl efter arbetet, kapsylerna täckte snart botten, därav namnet.

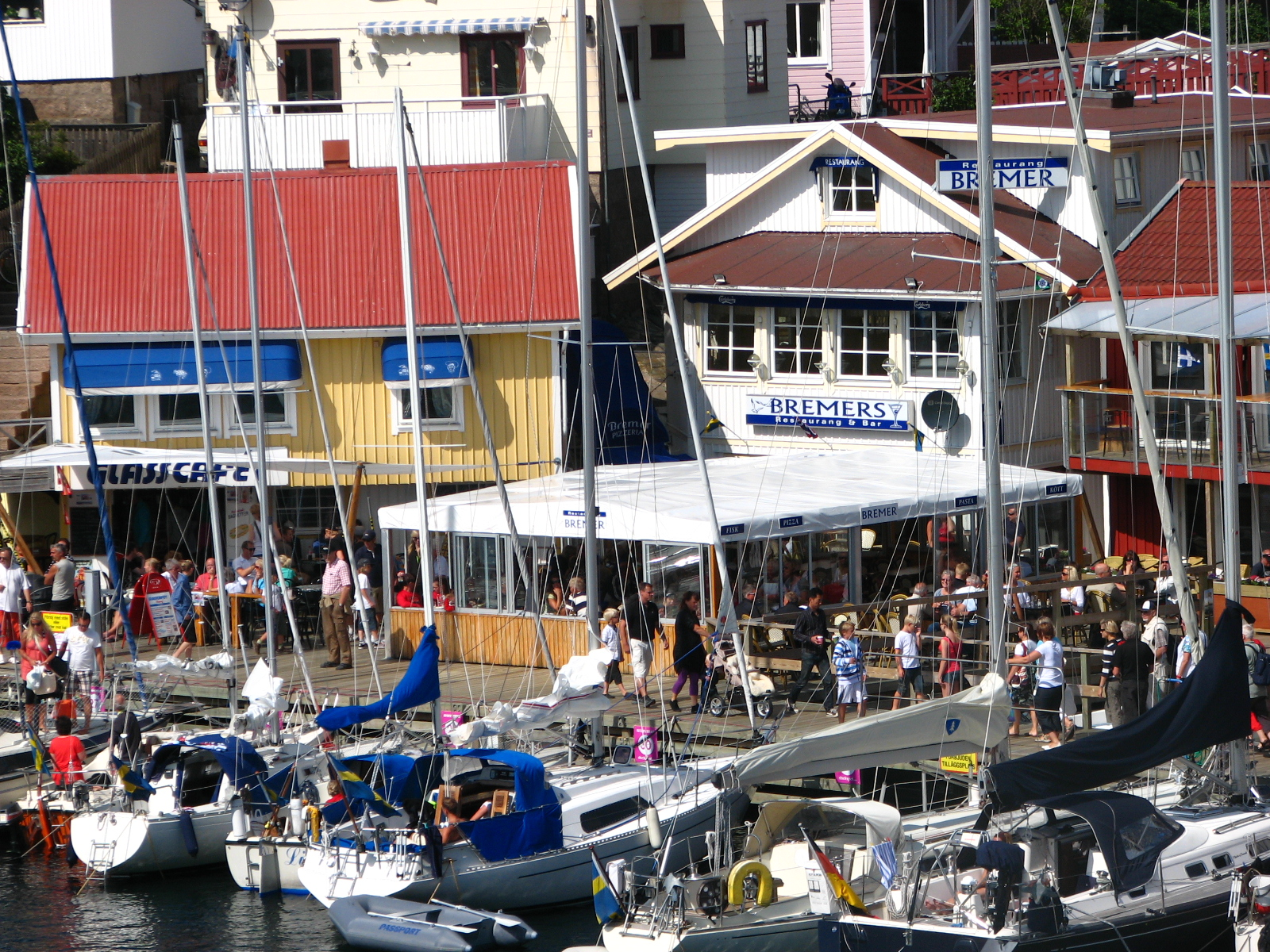
Vansviken

### Vansviken
God tillgång till färskvatten är naturligtvis en förutsättning för att kunna bosätta sig på en ö. Bakom de första husraderna fanns förr i tiden en brunn och området kallades därför Vattenviken eller Vansviken på dialekt. Längre in i hamnen börjar det dyka upp sjöbodar som enskilda privatpersoner använt för sina redskap och dessa är ofta byggda en bit in på 1900-talet.   

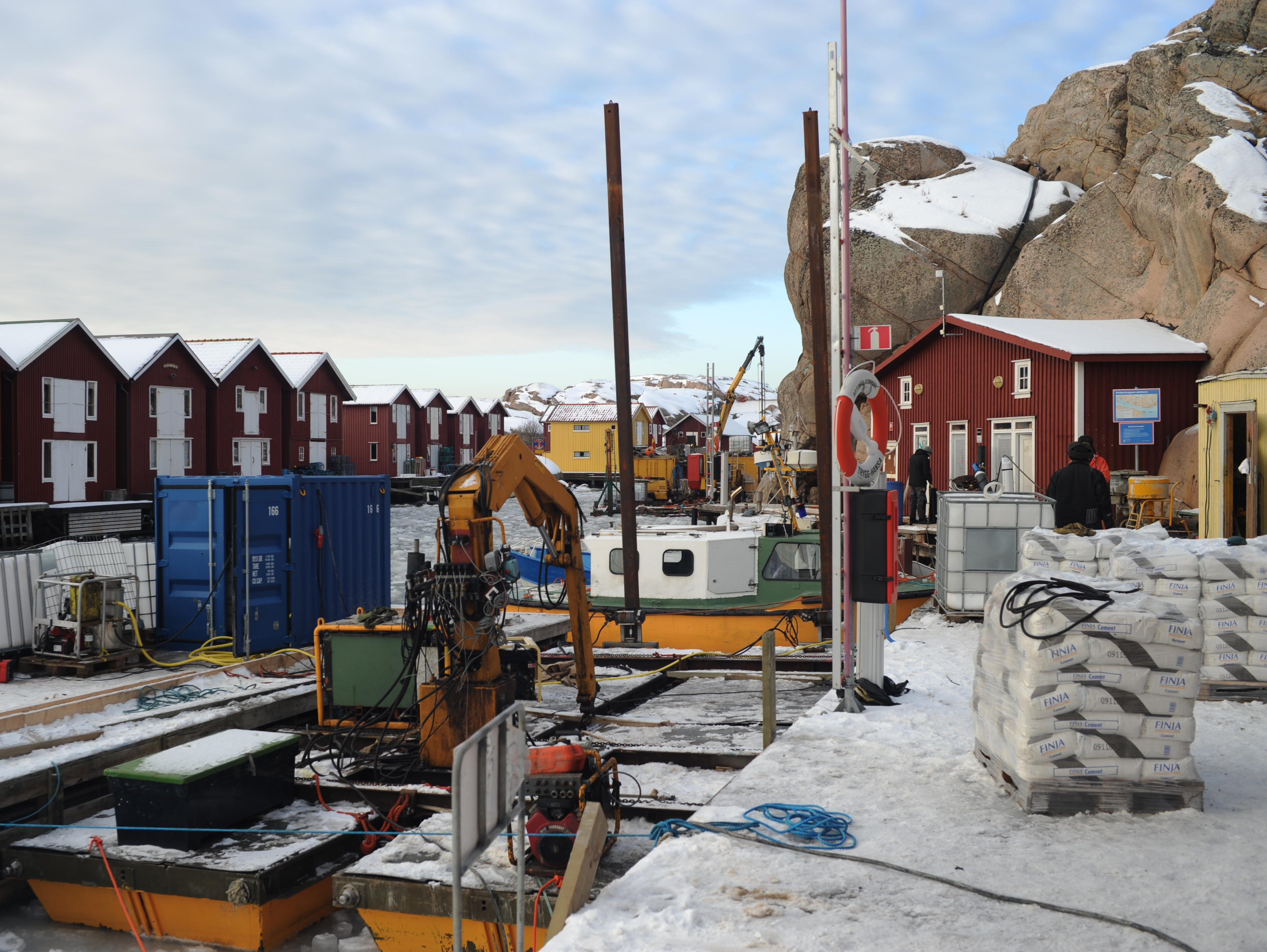
Lotsbryggan under renoveringen 2010

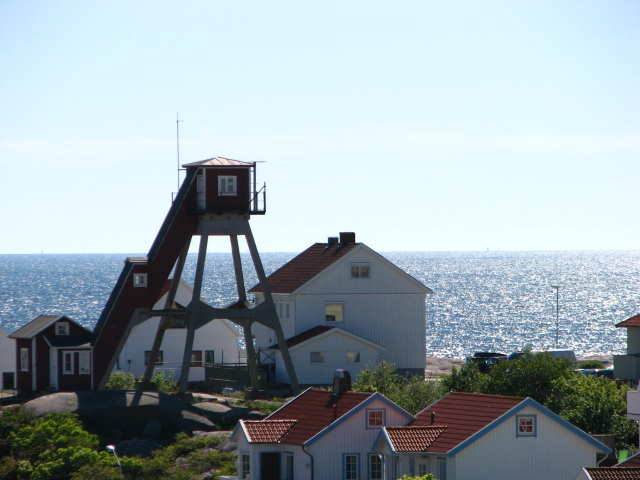
Smögens lotsutkik

### Lotsbryggan
Vid Lotsbryggan låg lotsarnas båtar lätt tillgängliga via lotstrappan direkt söder om Lotsutkiken. Den roliga bergsformationen kallas Smörkullen eller Smokôôl på dialekt. 

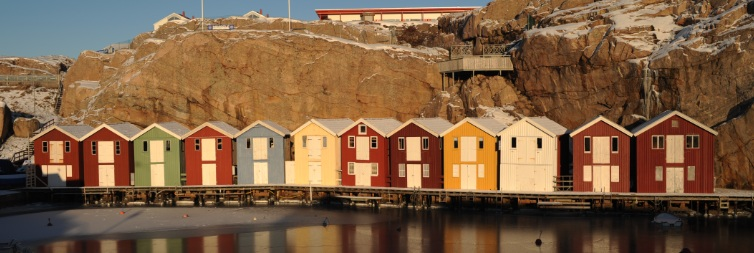
Ängebacken. Klassisk sjöbodsrad som ofta förekommit i reklamsammanhang

### Ängebacken
Ängebacken med sin färgglada klassiska sjöbodsrad avslutar Smögenbryggan längst i väster.

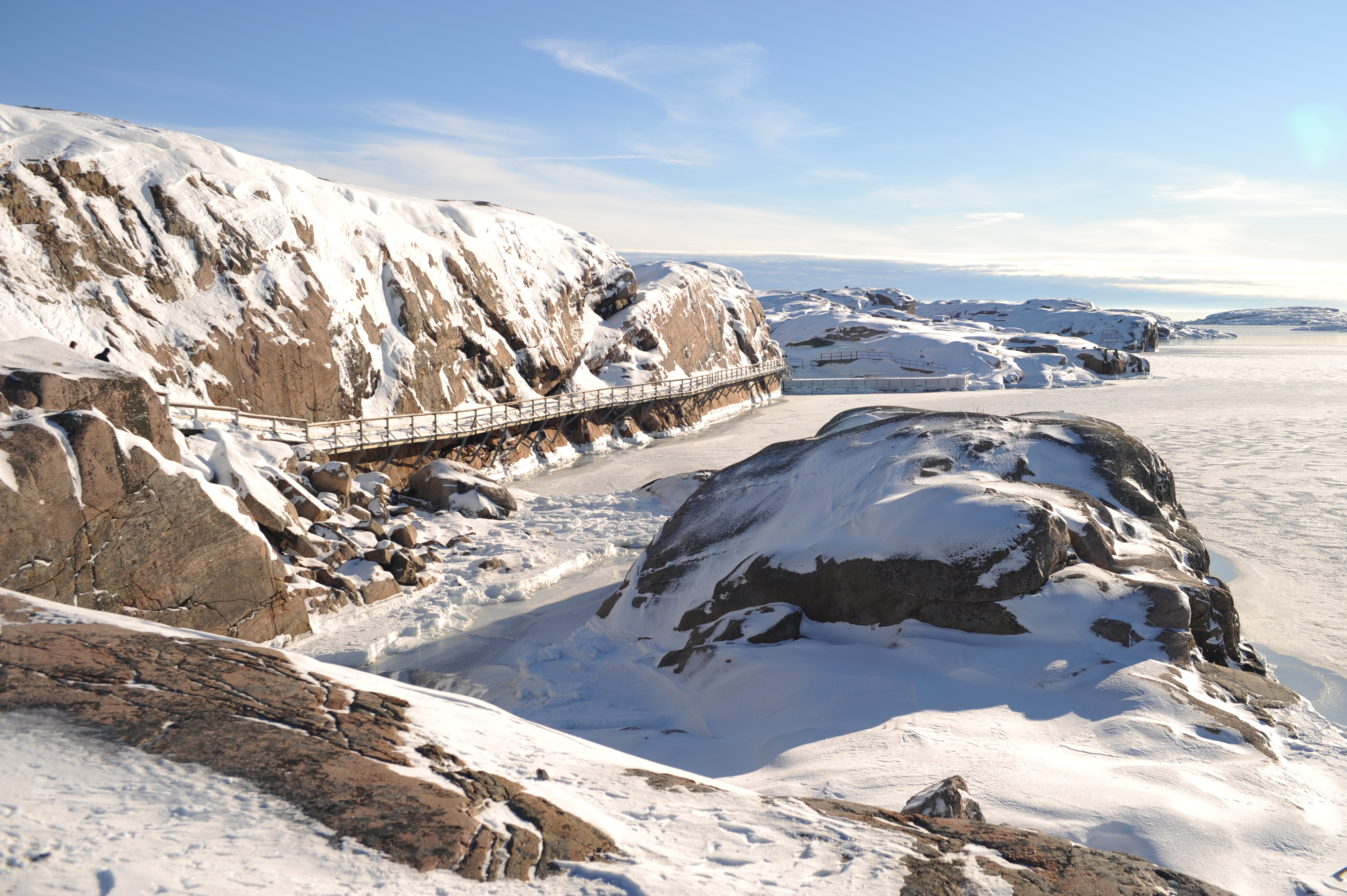
Vallevik

### Vallevik
Vallevik är Smögens största och populäraste badplats och i dess norra del finns ett fint barnbad med sandstrand. Längs klippstranden finns även flera hopptorn, trampoliner och badtrappor utplacerade.

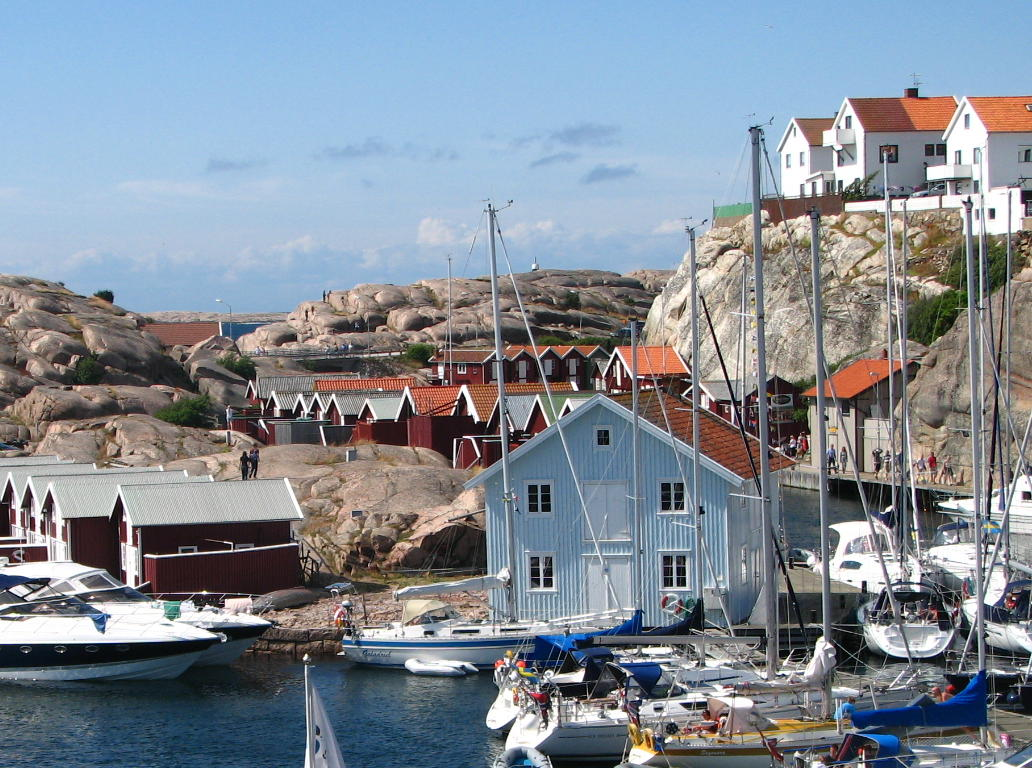
Lännudden

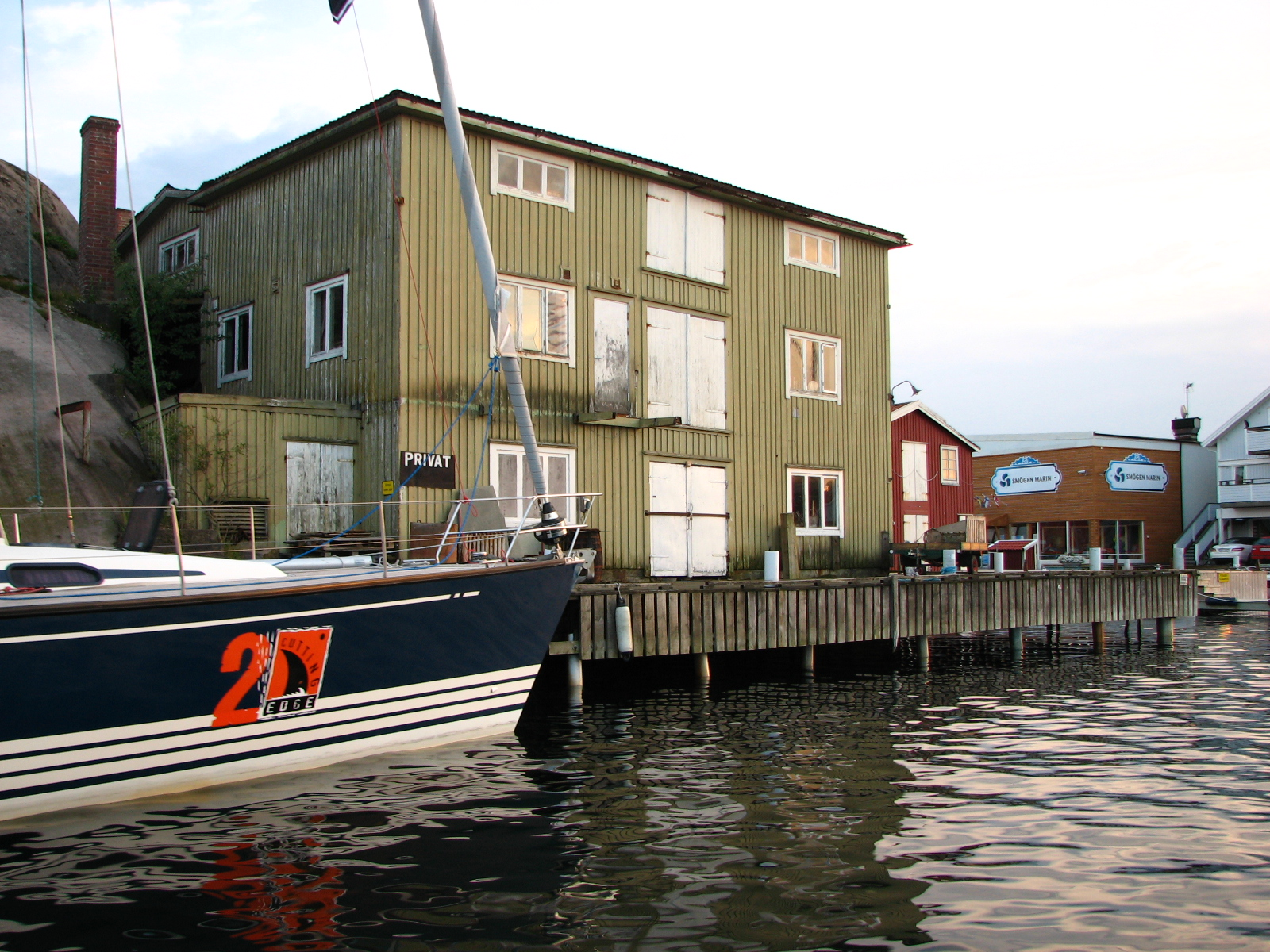
Gammalt magasin på Holmen, före detta konservfabrik.

### Kleven och Holmen
Holmen är idag sammanbyggd med Kleven som är en ö. En bro över smyghålet, som är ett naturligt smalt sund i hamnens västra del, förbinder ön via Lännudden med Smögen. Den 12 juni 1909 påbörjades muddringarna för att göra sundet bredare för att även större båtar skulle kunna passera. På Holmen låg förr i tiden många av fiskexportörernas stora magasin, konservfabriker och fryserier. Restaurang Magasinet var på 90-talet en mycket populär dansrestaurang och låg i ett av de större magasinen vid hamnens inlopp som revs våren 2008.

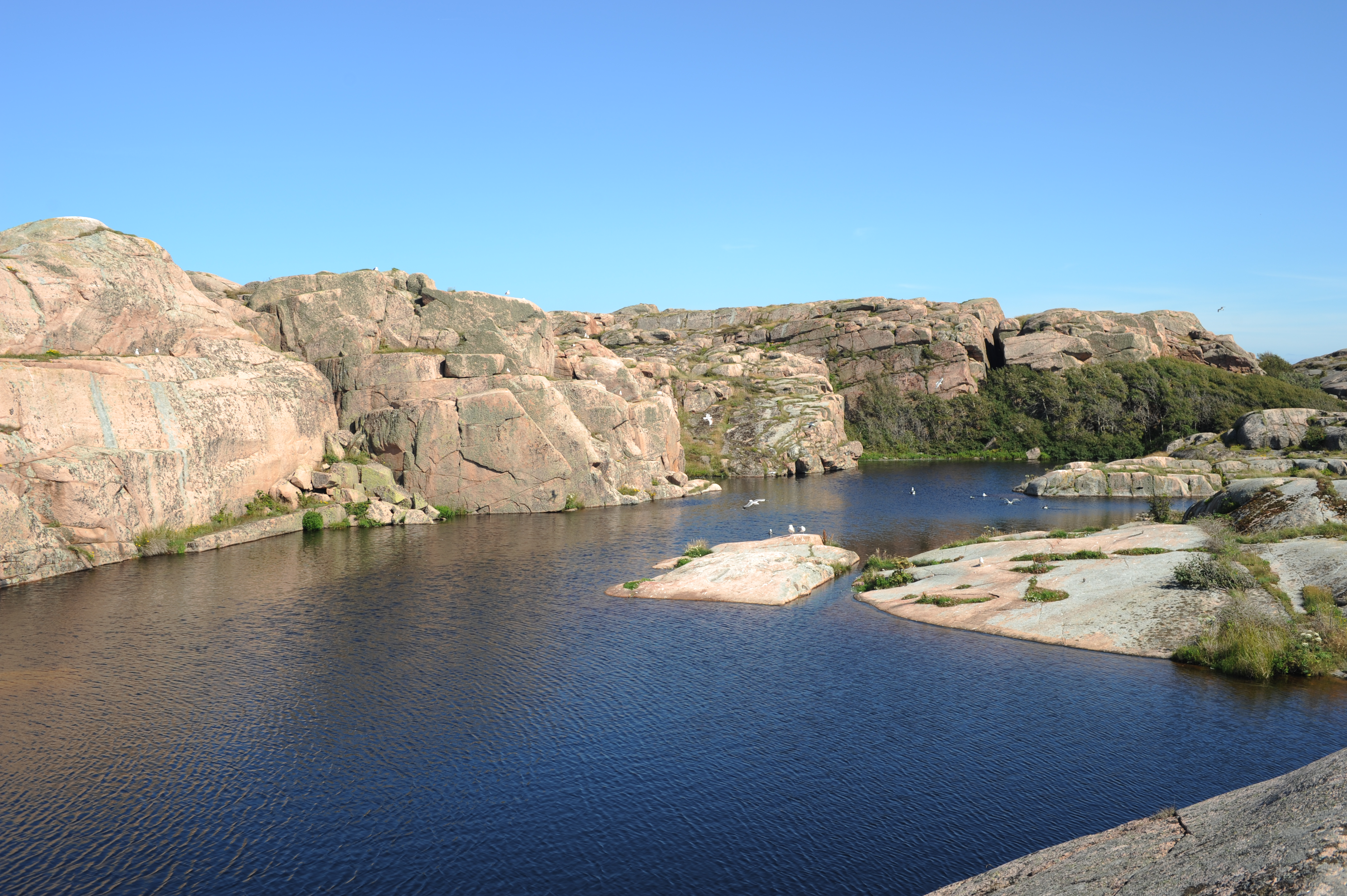
Lindsteds myr
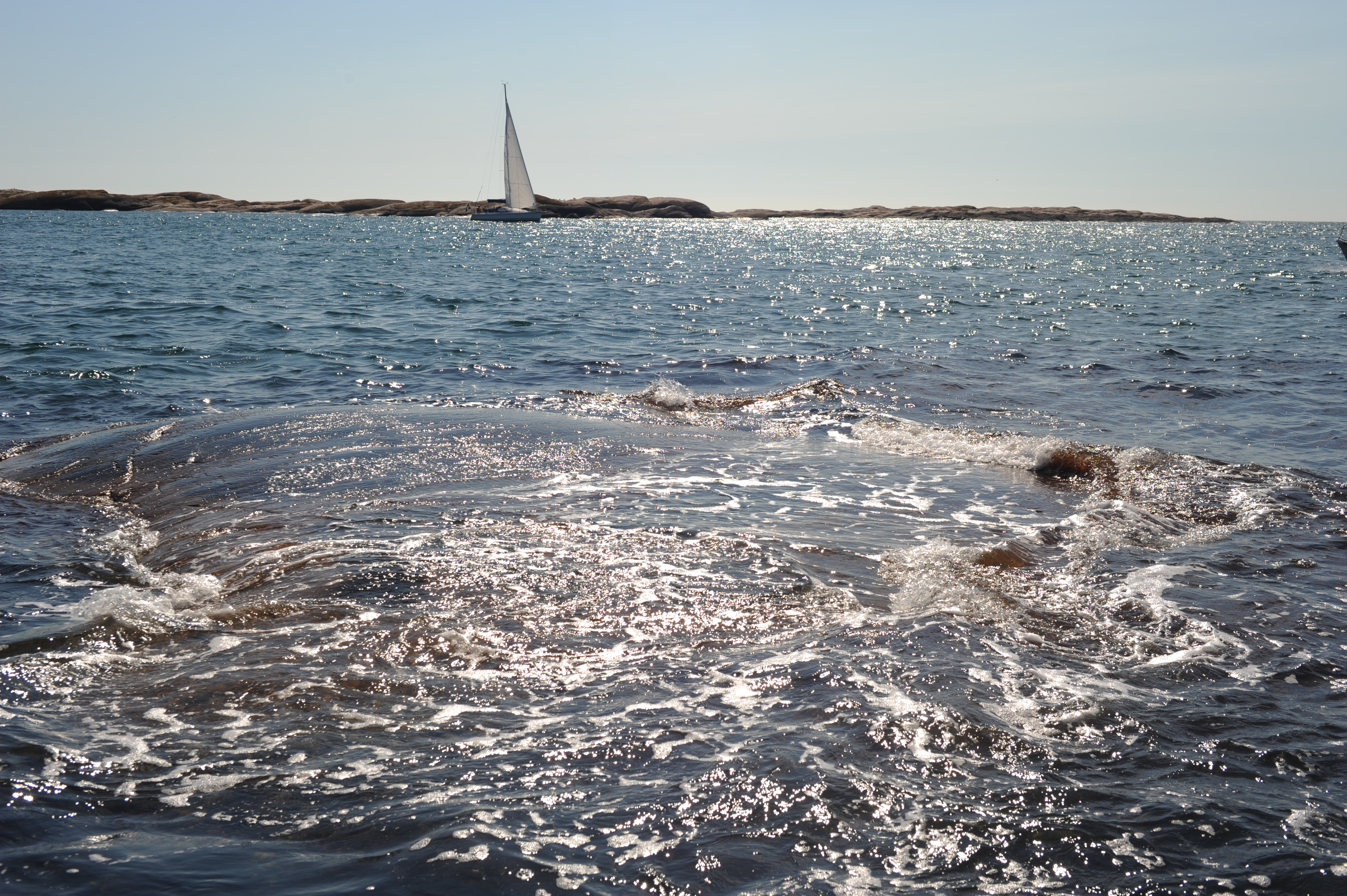
Kleven, längst i väster.
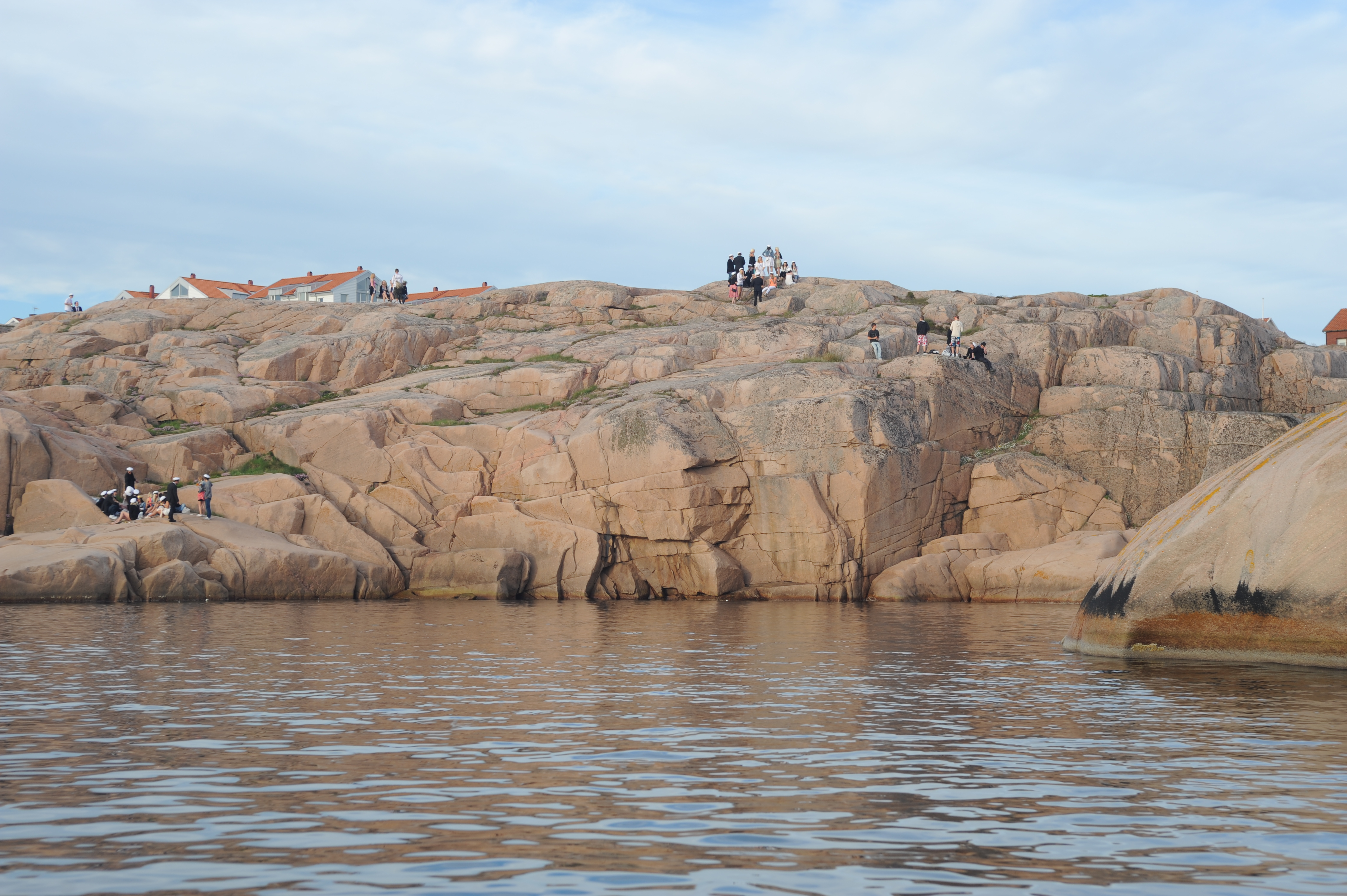
Kleven

## Byggnader och arkitektur
Den äldsta kartan över Smögen är daterad 1869 och man använde då samma husnummersystem som vid husförhören 1818. Det är således svårt att skaffa sig en exakt bild av bebyggelsen i hamnen före är 1869. Befolkningen växte sakta och under tidigt 1800-tal bodde här cirka 90 personer. I början av 1800-talet börjar man, till skillnad från de flesta andra kustorter, att bedriva ett mer storskaligt havsfiske med inriktning på sill och makrill vilket skapade förutsättningar för en samhällstillväxt. Bebyggelsen som tillkom under tiden utgörs främst av så kallade enkelhus och låg i direkt anslutning till hamnen och de äldsta sjöbodarna och magasinen ligger koncentrerat i täta klungor ut med vattnet. De kulturhistoriska kvaliteter som vi idag kan beskåda och som ön är känd för i form av tät bebyggelse med trånga gränder mellan bostadshus och sjöbodar är således resultatet av en i princip oreglerad organisk expansion. Välståndet i samhället ökade drastiskt under den sista sillperioden kring sekelskiftet och 1894 antog man en byggnadsstadga vilket gjorde att den fortsatta nybyggnationen skedde mer planerat med raka gator och indelning i kvarter. Det planerade Smögen skapar en tydlig kontrast med stora trävillor ofta byggda på en våningshög stensockel av huggen bohusgranit. Husen är nu framförallt dubbelhus ofta med rikt utsmyckade med snickerier och glasade så kallade amerikaverandor. Hamnens och dess bebyggelse vittnar således om öns centrala roll när det begav sig med duktiga fiskare och driftiga handelsmän där en stor del av bebyggelsen som kom till under 1800-talet finns fortfarande kvar.

### Friköp av mark
All mark i Smögens hamn ägdes från början av Kungl. och Hvitfeldtska stipendieinrättningen som grundar sig på Margareta Hvitfeldts testamente daterat 22 januari 1664 och befolkningen arrenderade således marken som deras hus och sjöbodar stod på av stipendieinrättningen. Den 26 maj 1902 uppdrog municipalstämman på Smögen en kommitté sammansatt av P.G. Stenman, O.L. Olsson, C. Wallentin, C.J. Andersson, A. Odenberg och A. Berntsson att snarast försöka få alla öns 238 husägare att bifalla en framställan till Kungl. Maj:t  att få friköpa tomterna och 1904 beviljades detta. Den 1 februari 1908 friköptes de flesta tomterna på Smögen genom en resolution. I dag äger Sotenäs kommun huvuddelen av bryggdäcket medan i princip alla sjöbodar och magasin längs kajen är friköpta privata fastigheter, ibland med egna bryggdäck och i de fallen utarrenderade till kommunen.

### Riksintresse för kulturminnesvård
Riksantikvarieämbetet har i beslut i november 1987 bedömt Smögens fiskeläge som ett område av riksintresse för kulturminnesvården och skriver:
| ” | Motivering: Bohusläns största nu fungerande fiskeläge och fiskauktion, utanför Göteborgs-regionen, där bebyggelsen tydligt speglat samhällets utveckling: en tät äldre bebyggelseklunga i skyddat läge omges av planerade kvarter med dubbelhus och villor påverkade av badortsepoken och den växande stenindustrin kring sekelskiftet 1900. (Badort). Uttryck för riksintresset: Gamla delen vid hamnen med tät oregelbunden husklunga (enkelstugor och enkelt utformade dubbelhus på låga husgrunder). Planerade kvarter med rymliga dubbelhus ofta med hög stengrund och individuellt utformade villor i schweizerstil. Täta magasins- och sjöbodsrader (ofta i två våningar och nu sammanbundna med välkänd brygga) främst från 1930-50-talet. | „ |

### Karakteristiska byggnader
Smögens fiskauktion. Auktionen startades 1919. Anledningen till att auktionen startades var att de som bedrev fiske hade svårt att få ett acceptabelt pris på fångsten. Än idag är fiskauktionen igång men i byggnaden finns nu även ett antal restauranger med uteserveringar.

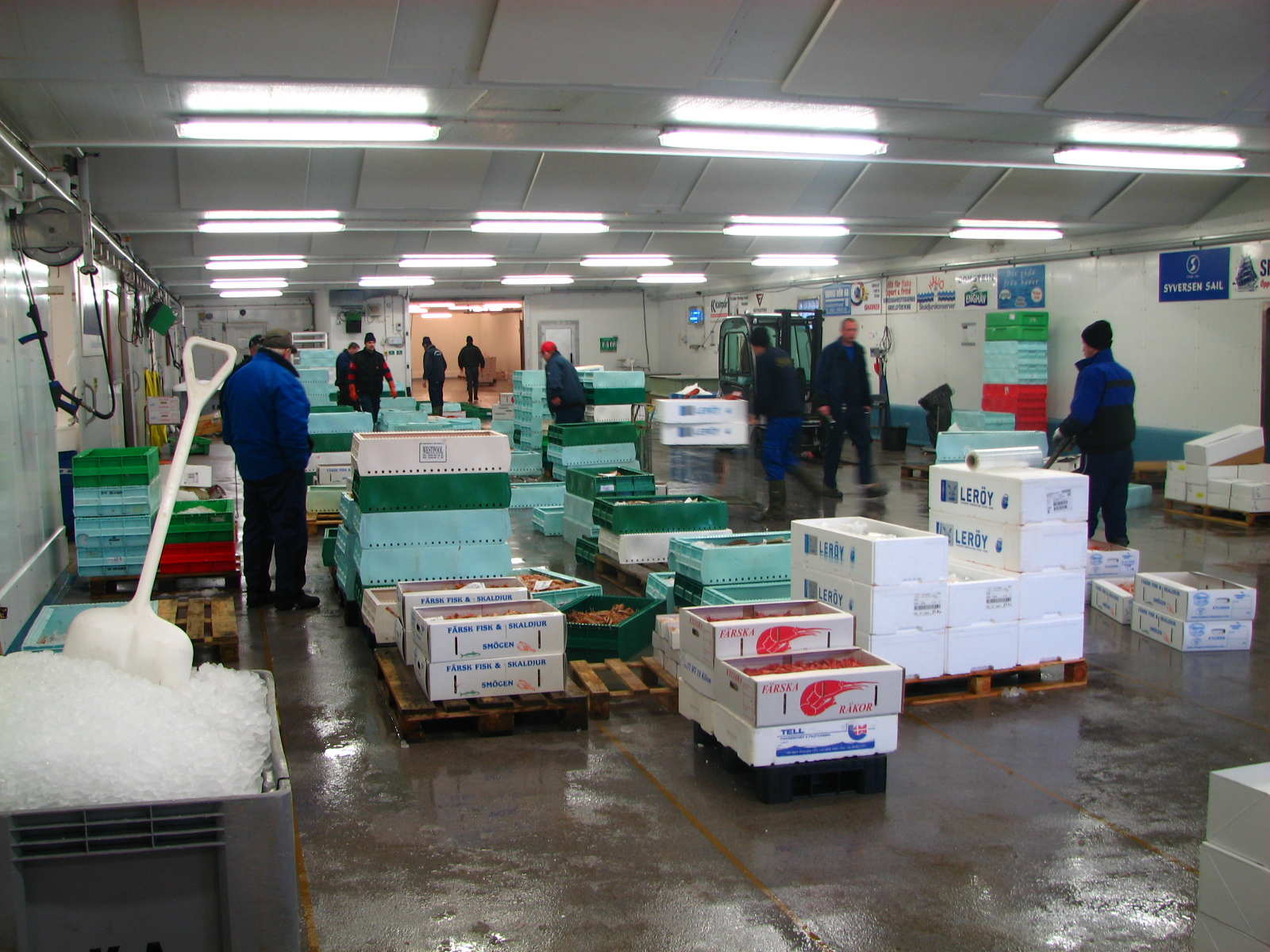
Fiskauktionen
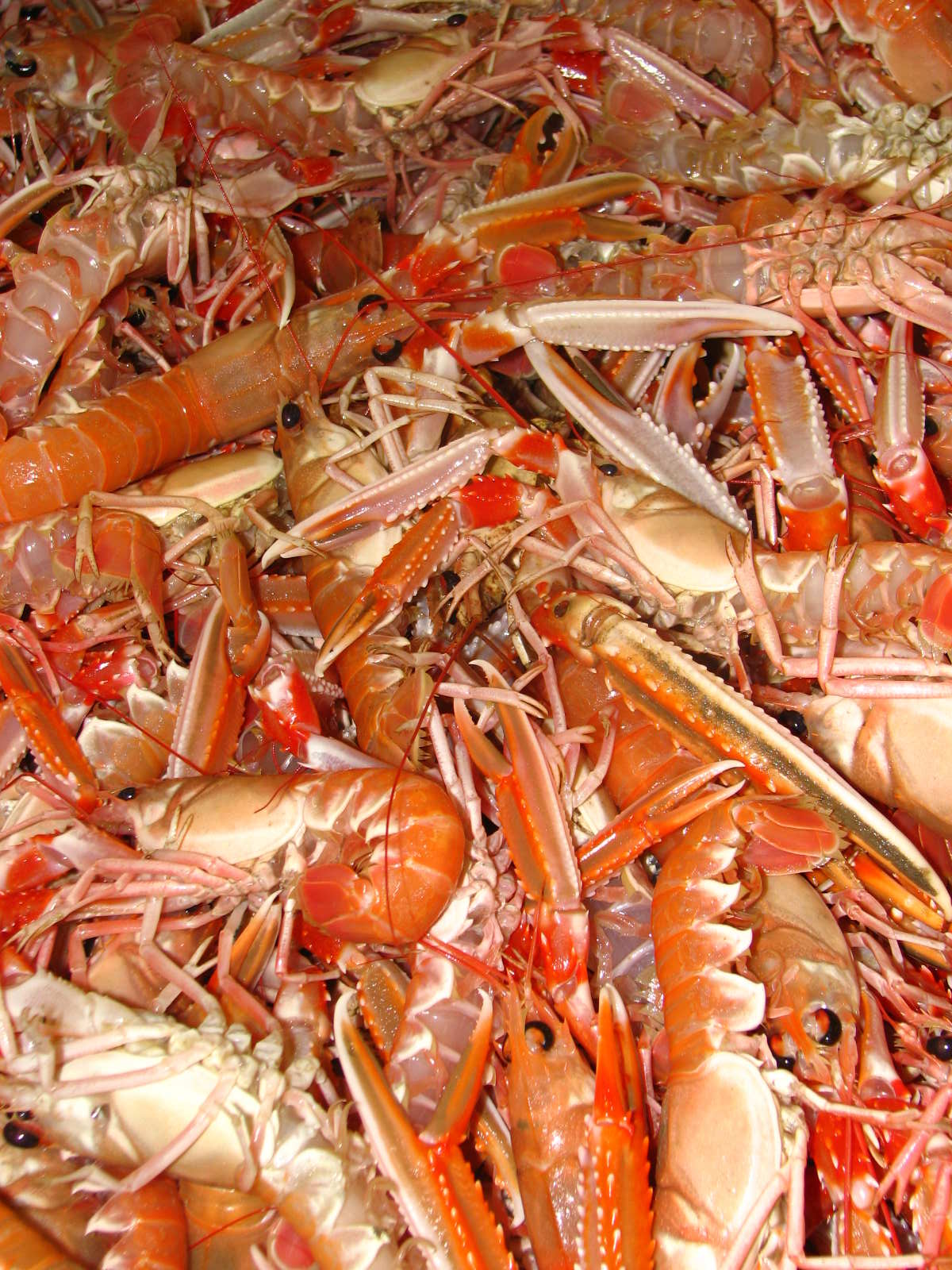
Havskräftor
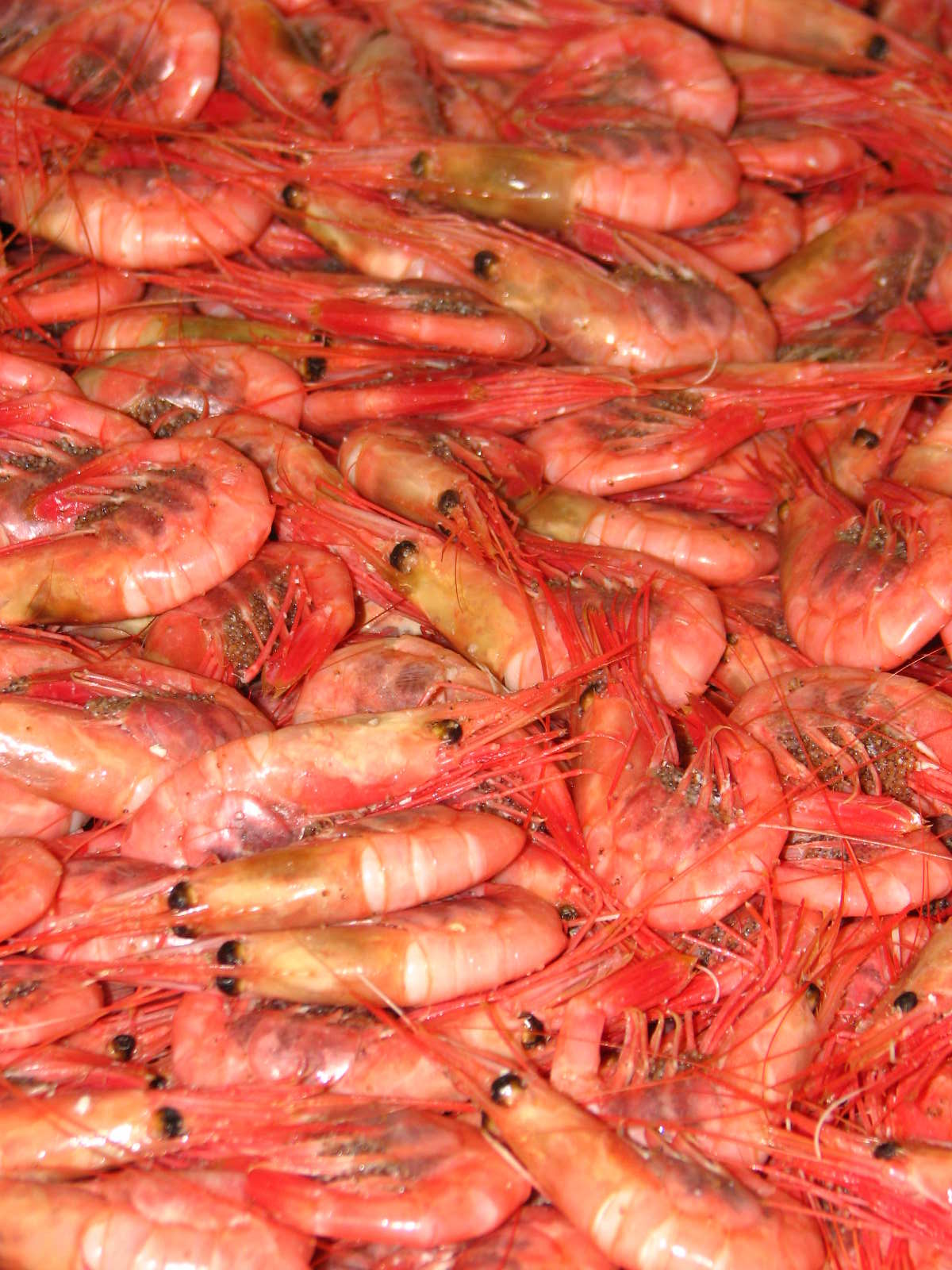
Smögenräkor

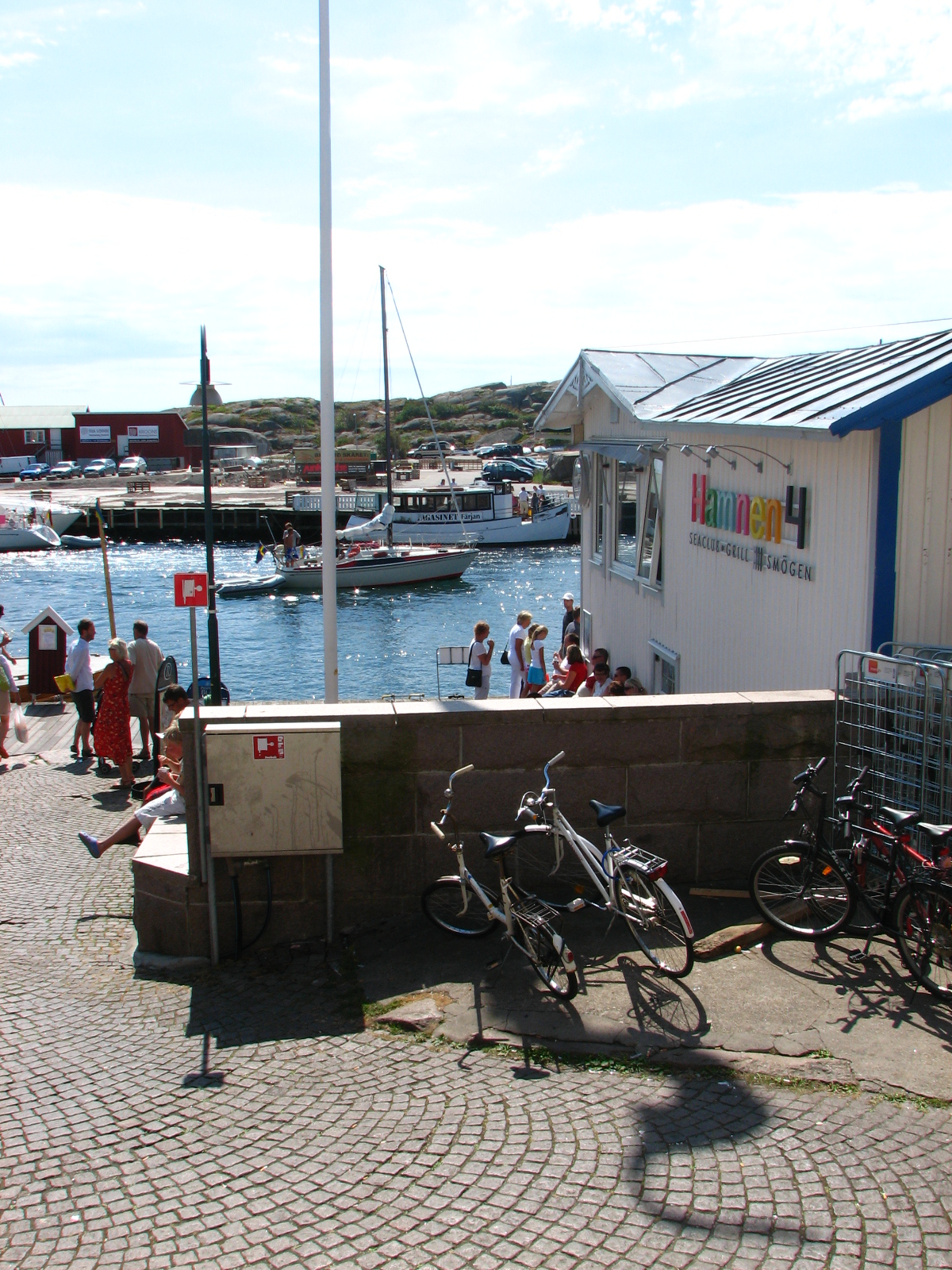
Snusfronten: Gamla posten med ljugarbänken.

Gamla posten. Byggd på tidigt 1800-tal.  Smögen fick egen poststation 1885 beroende på att fiskexporten då hade blivit såpass omfattande att det kunde motiveras. Poststationen blev ombyggd 1898. 1977 flyttade posten från hamnen till Hasselösund därav namnet gamlaposten. 1991 öppnades en restaurang i byggnaden.

## Gästhamnen
Smögens väl skyddade hamn (58°21,11 N 11°13,12 E) är idag är en av Bohusläns med besökta gästhamnar och ligger som en yttersta utpost mot Västerhavet.

## Kommunikationer
Smögenbron förbinder Smögen med fastlandet och Smögenbryggan har sommartid fast färjeförbindelse till Kungshamn med Zitabåtarna och till Hållö med Hållöfärjan.